# Arroyo Sauce de Macedo
Der Arroyo Sauce de Macedo ist ein Fluss im Norden Uruguays.
Er entspringt auf dem Gebiet des Departamento Artigas in der Cuchilla Yacaré Cururú südöstlich der Quelle des Arroyo del Catalancito. Von dort fließt er nahezu parallel zum Arroyo del Catalancito in nordöstliche Richtung, unterquert die Ruta 30 und mündet als linksseitiger Nebenfluss im Arroyo Catalán Grande.